# Iwona Mydlarz-Chruścińska
Iwona Maria Mydlarz-Chruścińska (ur. 20 maja 1956 w Oświęcimiu) – łyżwiarka figurowa, zawodniczka sekcji łyżwiarstwa figurowego Unii Oświęcim w latach 1965–1977, trenerka.

## Życiorys
Ukończyła studia na Akademii Wychowania Fizycznego w Katowicach, specjalizacja: trener łyżwiarstwa figurowego. Po zakończeniu czynnej kariery sportowej rozpoczęła pracę jako trenerka kolejno w: UKŁF Olimpijczyk (1999–2001), klubie Dwory Unia (2000–2006) i od 2001 w UKŁF Unia Oświęcim. W 1995 została powołana na trenera kadry olimpijskiej, którym była do 2003. Jest również trenerem kadry wojewódzkiej i od 2001 przewodniczącą Rady Trenerów PZŁF.
Wśród jej wychowanków są, m.in.: Dorota Zagórska i Mariusz Siudek, Sabina Wojtala, Anna Jurkiewicz, jej syn Mateusz Chruściński oraz Joanna Sulej. Jej podopieczni wielokrotnie zdobywali mistrzostwo Polski, wraz z nimi uczestniczyła trzykrotnie w igrzyskach olimpijskich w 1998 w Nagano, 2002 w Salt Lake City oraz w 2010 w Vancouver. Rodzinną tradycję sportową kontynuuje również jej syn, Radosław.

## Odznaczenia
- Złoty Krzyż Zasługi
- Złota Odznaka „Zasłużony Działacz Kultury Fizycznej”
- Medal za Zasługi dla Polskiego Ruchu Olimpijskiego
- Trener Roku (nadany przez Komisję Sportu Kobiet PKOl)